# Teluk (Lais)
Teluk is een bestuurslaag in het regentschap Musi Banyuasin van de provincie Zuid-Sumatra, Indonesië. Teluk telt 3118 inwoners (volkstelling 2010).